# Barseghisar
Barseghisar är ett berg i Armenien. Det ligger i den centrala delen av landet, 60 kilometer sydost om huvudstaden Jerevan. Toppen på Barseghisar är 1 719 meter över havet.
Terrängen runt Barseghisar är lite bergig. Runt Barseghisar är det ganska tätbefolkat, med 90 invånare per kvadratkilometer.. Närmaste större samhälle är Armash, 17,1 kilometer väster om Barseghisar. 
Trakten runt Barseghisar består i huvudsak av gräsmarker.